# James Patrick Allison
James Patrick Allison (Alice, 7 agosto 1948) è un immunologo statunitense.
Direttore del Cancer Research Laboratory dell'Università della California a Berkeley, dal 2012 è docente di Immunologia allo University of Texas M. D. Anderson Cancer Center. Negli anni Novanta ha condotto pionieristiche ricerche all’Università della California a Berkeley nel campo delle terapie immunologiche contro il cancro, individuando il ruolo rivestito dalla proteina CTLA-4 nel bloccare la risposta immunitaria dei linfociti T contro autoantigeni, e riuscendo successivamente a sviluppare un anticorpo anti-CTLA-4 che determina l'attivazione delle cellule T, in grado di fornire una adeguata risposta antitumorale.
Nel 2018 gli viene assegnato il Premio Nobel per la fisiologia o medicina insieme al giapponese Tasuku Honjo "per la loro scoperta della terapia del cancro mediante l'inibizione della regolazione immunitaria negativa".

## Gioventù
Allison nacque il 7 agosto 1948 ad Alice, in Texas, ultimo dei tre figli di Constance Kalula (Lynn) e Albert Murphy Allison. È stato indirizzato dal suo insegnante di matematica, durante il periodo delle scuole medie, ad intraprendere una carriera in ambito scientifico. Trascorse un’estate in un programma di orientamento finanziato dalla National Science Foundation presso l'Università del Texas ad Austin e ultimò negli anni del liceo un corso di biologia per corrispondenza all’Alice High School. Allison conseguì la laurea in microbiologia all’Università del Texas, dove era membro della confraternita Delta Kappa Epsilon, e un dottorato in biologia nel 1973 presso la stessa.

## Vita privata
Allison ha sposato Malinda Bell nel 1969, con la quale ha avuto un figlio nel 1990, Robert Allison, che attualmente è un architetto a New York City. Dopo aver divorziato da Melinda nel 2012, ha sposato una collega del M.D. Anderson, Padmanee Sharma. Sua madre è morta di linfoma quando egli aveva 11 anni, mentre il fratello di cancro alla prostata nel 2005. Suona l’armonica in una band blues di immunologi e oncologi chiamata “I Checkpoints” e in una band locale chiamata “I Checkmates”.

## Carriera
Dal 1974 al 1977, Allison ha lavorato come ricercatore allo Scripps Research Institute in California. Fino al 1984 ha lavorato come assistente biochimico al M.D. Anderson. Ha ottenuto la cattedra di Immunologia e la direzione del Cancer Research Laboratory all’Università della California a Berkeley. Dal 1997 è diventato professore all’Università della California a San Francisco.
Nel 2004 si è trasferito a New York presso il Memorial Sloan-Kettering Cancer Center per diventare presidente di studi di Immunologia. È stato professore del centro di ricerca Weill Cornell Medicine e codirettore del dipartimento del programma di laurea in Immunologia e Patogenesi Microbica dal 2004 al 2012. Ricercatore per la Howard Hughes Medical Institute fino al 2012, si trasferì in seguito al M.D. Anderson, divenendo presidente della facoltà di Immunologia.
È un membro dell’Accademia nazionale delle scienze, della National Academy of Medicine, dell’American Society for Microbiology e dell’American Association for the Advancement of Science. È direttore del consiglio consultivo scientifico del Cancer Research Institute. Precedentemente è stato presidente dell’American Association of Immunologists.

## Ricerca
Allison si è formato allo Scripps Research sotto l’immunologo Ralph Reisfeld, professore emerito, facendo ricerca sugli antigeni leucociti umani e le cellule T, esplorando il ruolo che queste proteine hanno nel permettere al sistema immunitario di distinguere le cellule proprie dell’organismo da altre esterne. Nel 1997, Allison e un collega, G.N. Callahan, riportarono in una lettera al Nature la loro scoperta sulla capacità del sistema immunitario di prevenire attacchi da cellule cancerogene grazie a un insieme di antigeni e proteine aggiunte. Trovare i fattori che inibivano l’attacco del sistema immunitario al cancro è stata la chiave per sviluppare delle immunoterapie per arrestare lo sviluppo dello stesso.
La ricerca di Allison per chiarire i meccanismi di risposta delle cellule T è stato condotto alla fine degli anni ’80 all’Università del Texas, nel M.D. Anderson Cancer Center, e negli anni ’90 all’Università della California a Berkeley. Nei primi anni ’90, James Allison mostrò che le azioni della CTLA-4, come molecola inibitrice, limitavano la risposta delle cellule T. Nel 1996 Allison è stato il primo a mostrare che blocchi di anticorpi delle CTLA-4 potevano portare al miglioramento delle risposte anti-tumorali e alla regressione del tumore.
Il concetto di percorsi inibitori nei confronti delle cellule T come mezzo per scatenare le risposte immunitarie antitumorali e ottenere dei benefici clinici, ha gettato le basi per lo sviluppo di altri farmaci che hanno come obiettivo l'inibizione delle cellule T, etichettate come "immune checkpoint therapies" (terapie del checkpoint, ossia posto di blocco immunologico). Questo studio recentemente ha portato allo sviluppo clinico del ipilimumab, che è stato approvato nel 2011 per il trattamento del melanoma metastatico.
La ricerca di Allison tratta l’immunologia molecolare del complesso recettore-antigene delle cellule T, i recettori co-stimolatori e altre molecole coinvolte nell’attivazione delle cellule T. Egli è particolarmente interessato a trovare i fattori che portano alla differenziazione delle cellule T naive e quelle implicate nell'attivazione funzionale o non attivazione delle cellule T. Una volta definito ciò, gli studi di base sono usati per sviluppare nuove strategie per il trattamento delle malattie autoimmuni e per l'immunoterapia del cancro. Negli ultimi anni Allison ha iniziato studi sulle reazioni immunitarie nei pazienti malati di cancro che rispondono all’immunoterapia. Ha istituito un programma di immunoterapia al Centro oncologico MD Anderson per studiare le risposte immunitarie nei pazienti oncologici.

## Onorificenze

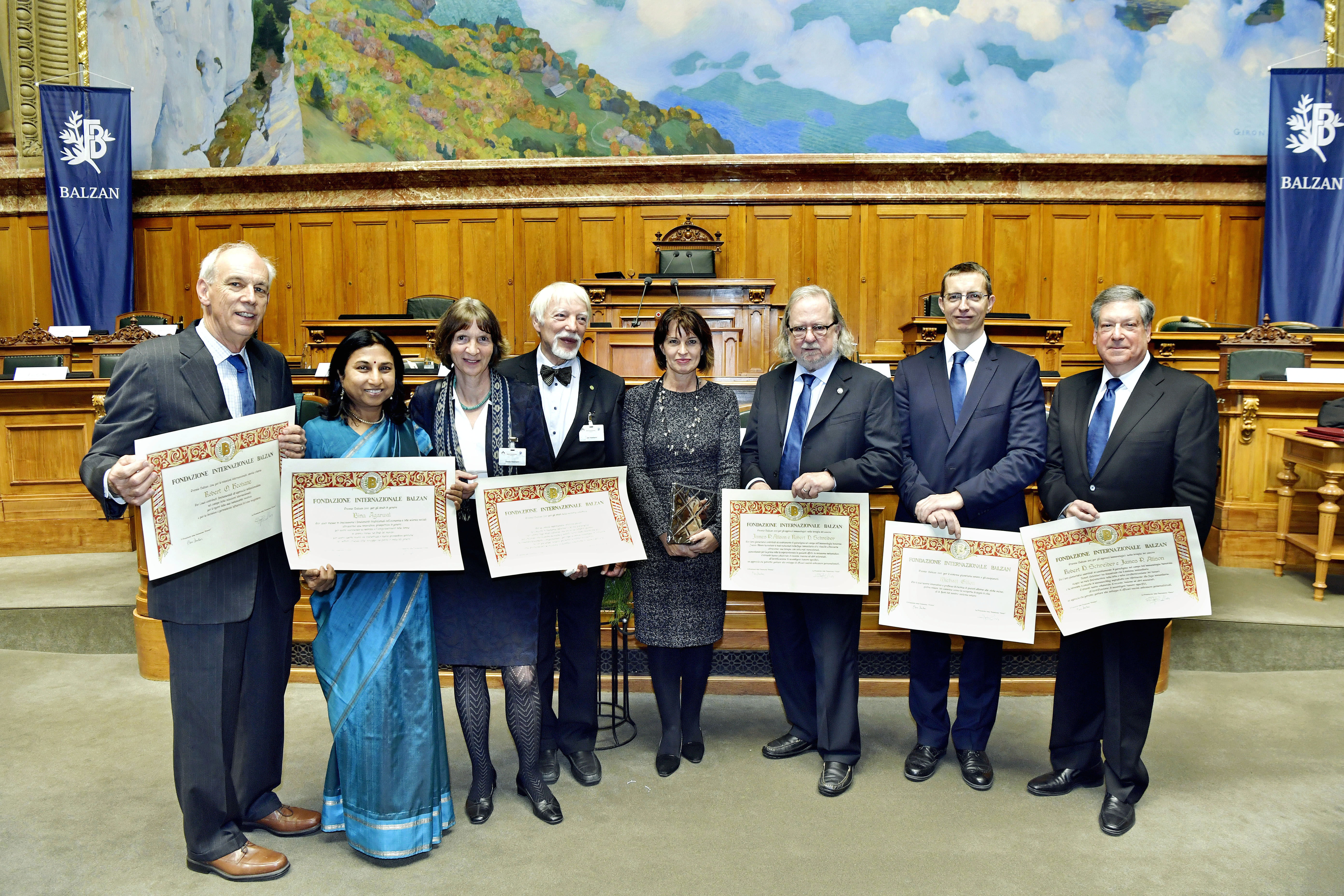
James P.Allison riceve il Premio Balzan

Nel 2011 Allison ha vinto il premio Jacob Heskel Gabbay Award for Biotechnology and Medicine e gli è stato assegnato il premio American Association of Immunologists Lifetime Achievement Award. Nel 2013 ha ricevuto il Novartis Prize for Clinical Immunology. Nel 2014 ha condiviso il primo Tang Prize in Biopharmaceutical Science con Tasuku Honjo, ha vinto il nono annuale Szent-Györgyi Prize for Progress in Cancer Research della National Foundation for Cancer Research, ha ricevuto 3 milioni di dollari per il Breakthrough Prize in Life Sciences, il Canada Gairdner International Award, il Louisa Gross Horwitz Prize, e il Harvey Prize del Technion Institute of Technology in Haifa. Nel 2015, ha ricevuto il Premio Lasker-DeBakey per la ricerca medica clinica. ed il Premio Internazionale Fondazione Pezcoller-AACR per Risultati Straordinari nella Ricerca sul Cancro.

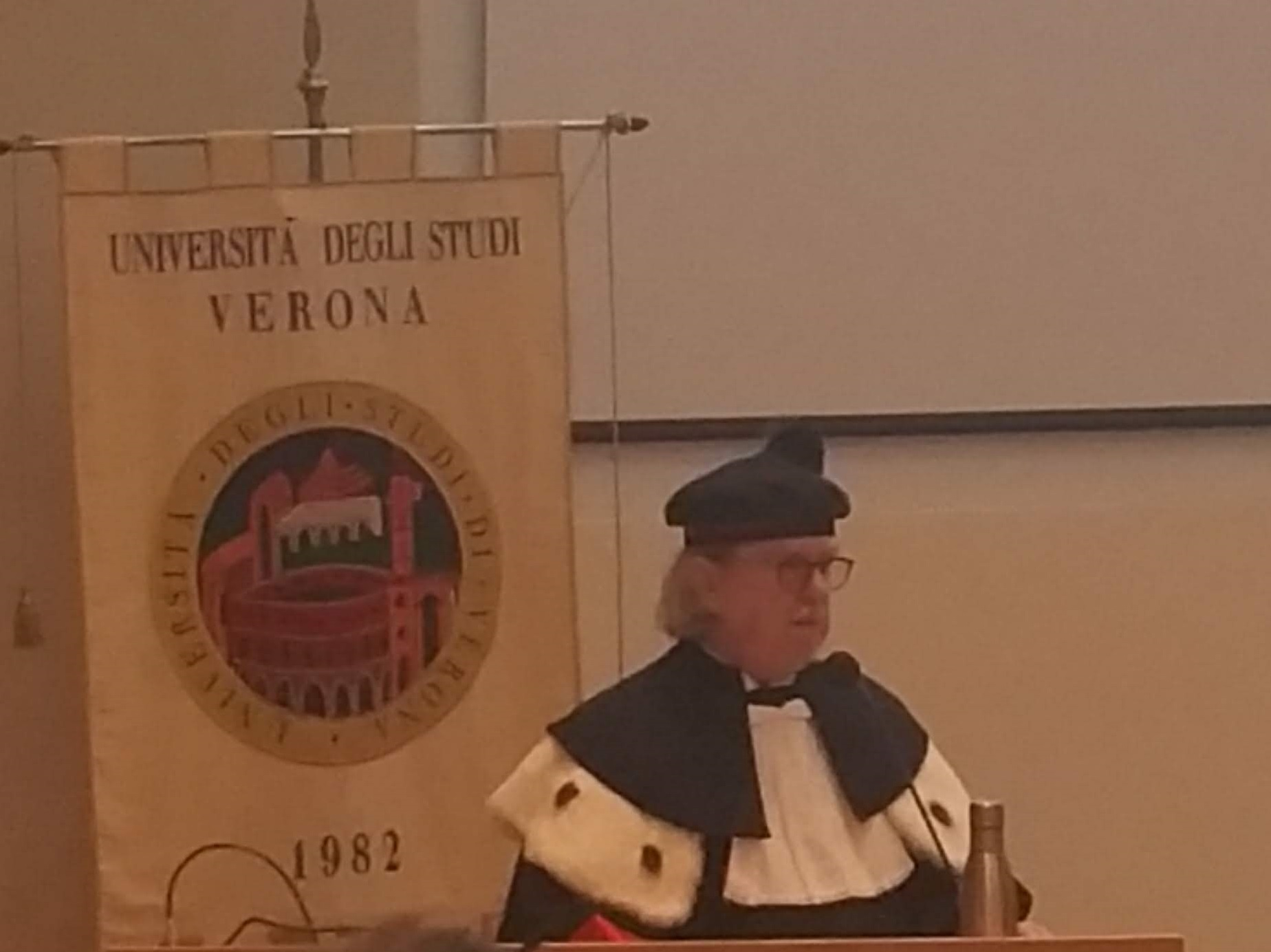
James P. Allison riceve la laurea honoris causa presso l'Università di Verona

Nel 2017 ha ricevuto il Premio Wolf per la medicina e il Premio Balzan insieme a Robert D.Shreiber per gli approcci immunologici nella terapia contro il cancro. Nel 2018 ha ricevuto il King Faisal International Prize in Medicina, il Jessie Stevenson Kovalenko Medal e il Albany Medical Center Prize in medicina e ricerca biomedica.
Egli, insieme a Tasuku Honjo, ha ricevuto il Premio Nobel per la fisiologia o medicina nel 2018 per la loro scoperta sulla terapia contro il cancro attraverso l’inibizione della regolazione immunonegativa.
Il 10 ottobre 2019 ha ricevuto la laurea honoris causa in Medicina e Chirurgia all'università di Verona e il 14 all'università di Napoli